# 延庆寺 (五台)
延庆寺位于中国山西省忻州市五台县西部的阳白乡善文村东北角，距离县城约27公里，已列为全国重点文物保护单位。据碑记，延庆寺始建于唐代，目前仅存金代大殿和宋代经幢。

## 建筑
延庆寺现有两进院落，格局空旷。现存古建只有「大佛殿」是金代的原始结构，其余的过殿、配殿均为近年修复的仿古建筑。正殿大佛殿体量较小，立于半米高的台基上，面阔三间，进深六椽，单檐歇山顶。屋檐十分宽大，挑檐张扬有利，殿内空间较高，为金代风格。山墙砌成坡度极大的梯形。殿内为减柱造。
大佛殿平面略成正方形，殿前檐两侧柱头贴有清代泥塑兽面。柱头铺作为五铺作单杪单昂，补间铺作为双杪，明间（最中心的间）使用了斜拱。山面（殿左右两侧的面）正中的补间铺作也使用了斜拱，较为罕见。大殿角柱生起明显，山墙有收分。殿内原本无柱，现四根为后加。殿内东和西大梁结构不一致，推测是东侧大梁六椽栿出现过断裂。

大佛殿已无原有塑像。据当地村民所述，大佛殿原每间设置一尊（共三尊），中间的主佛“顶天立地”。可惜于民国时期当地寺庙改建成学堂时一并被拆毁。

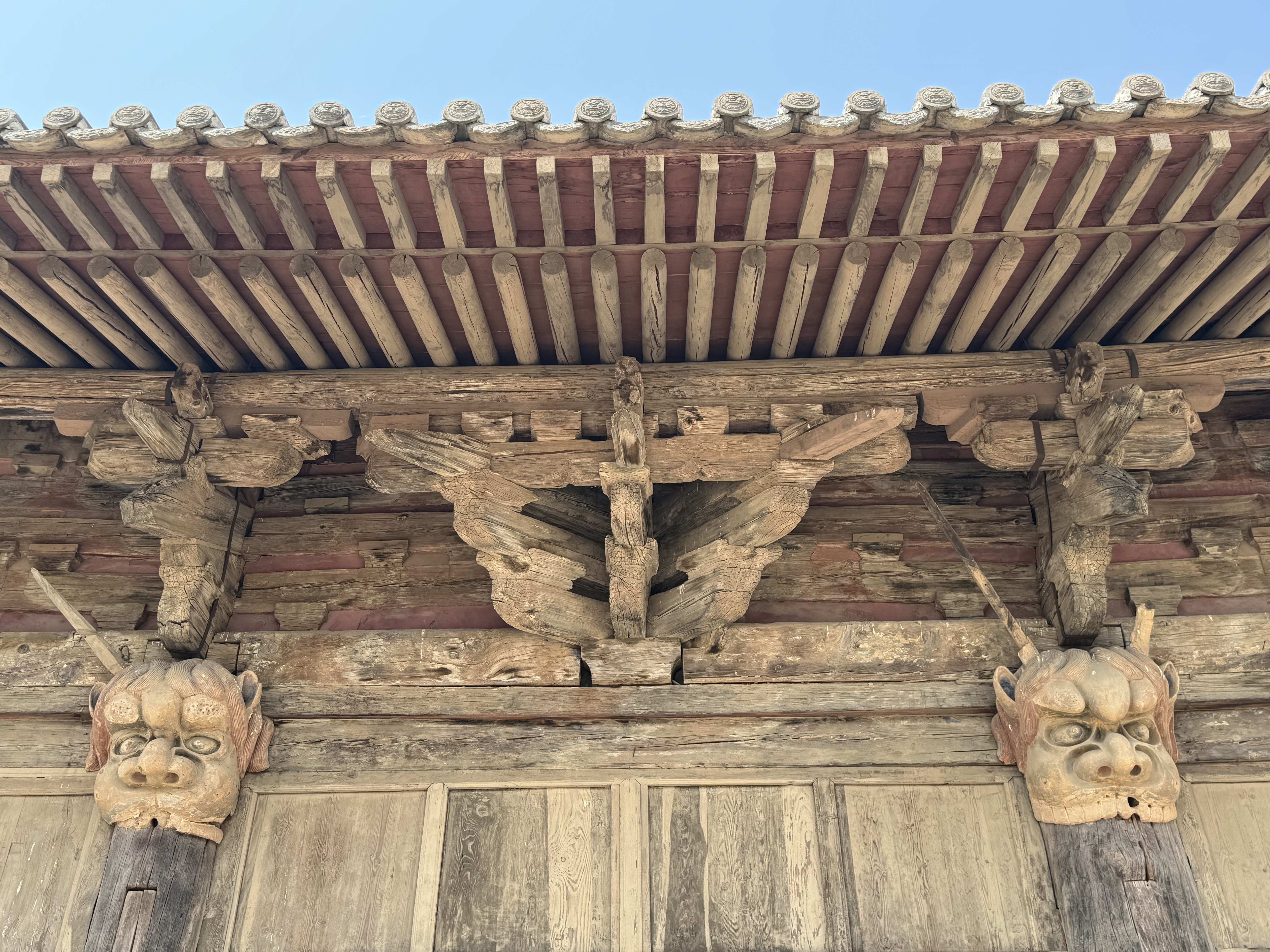
兽面
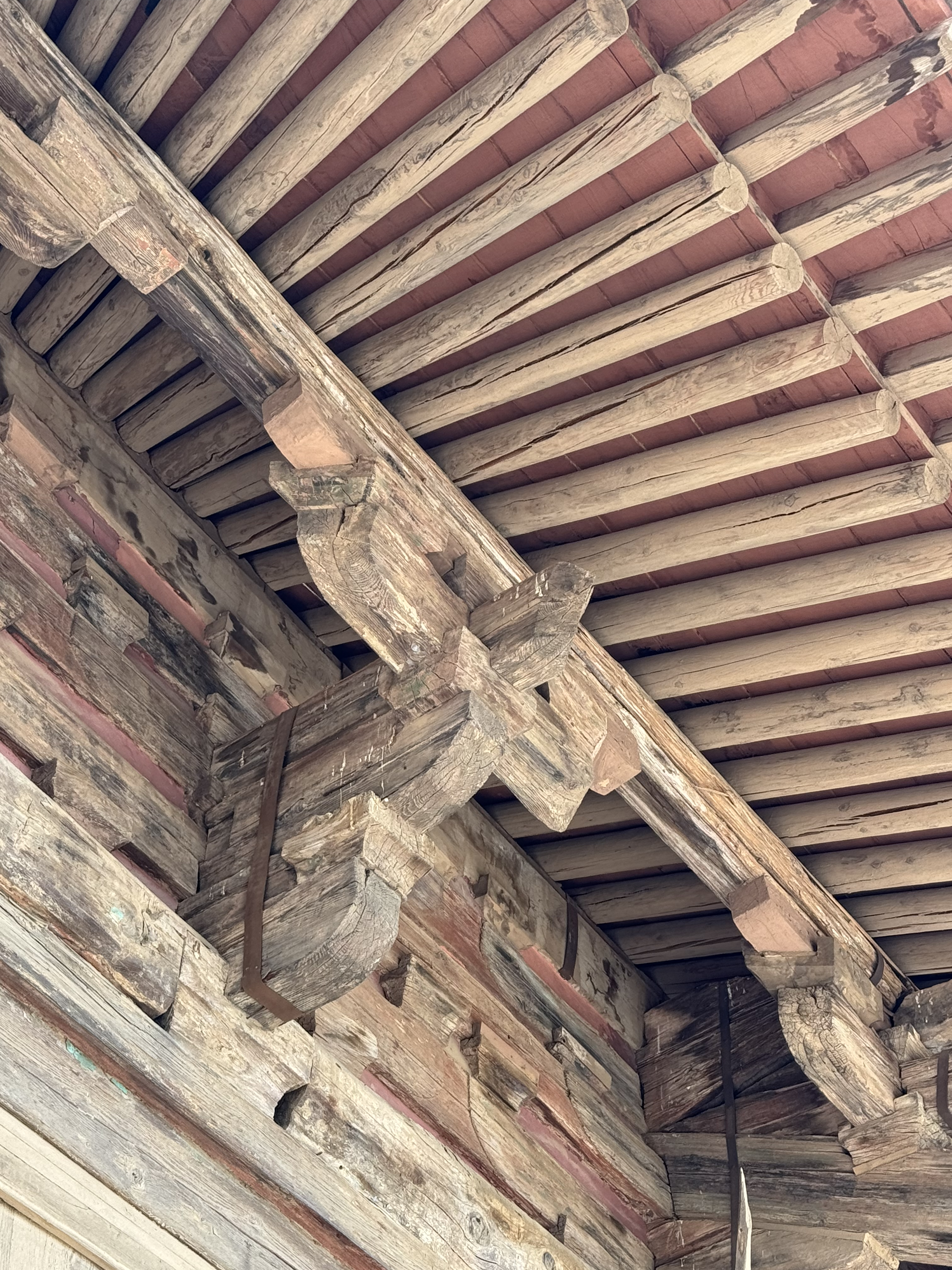
柱头铺作
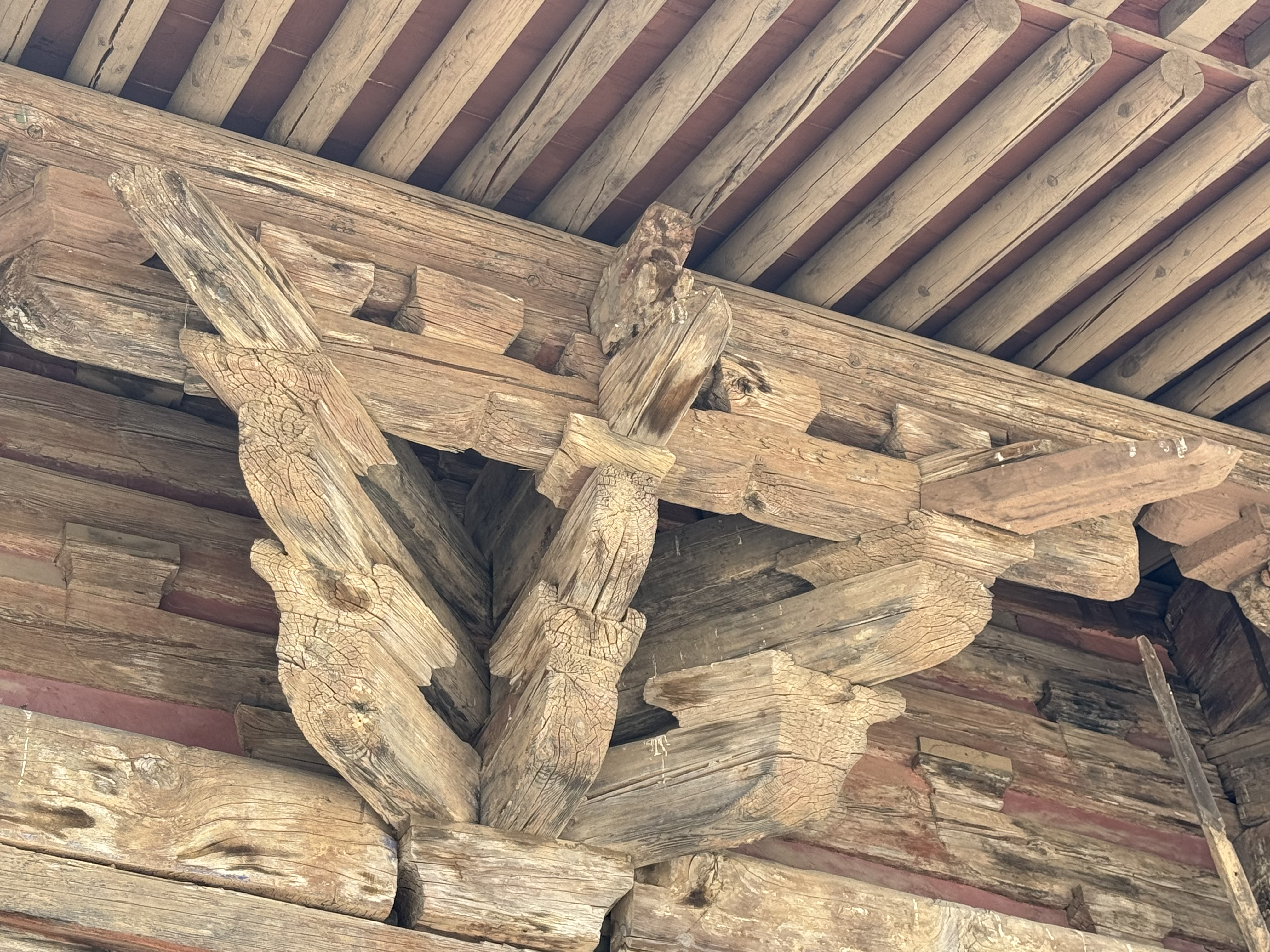
补间铺作
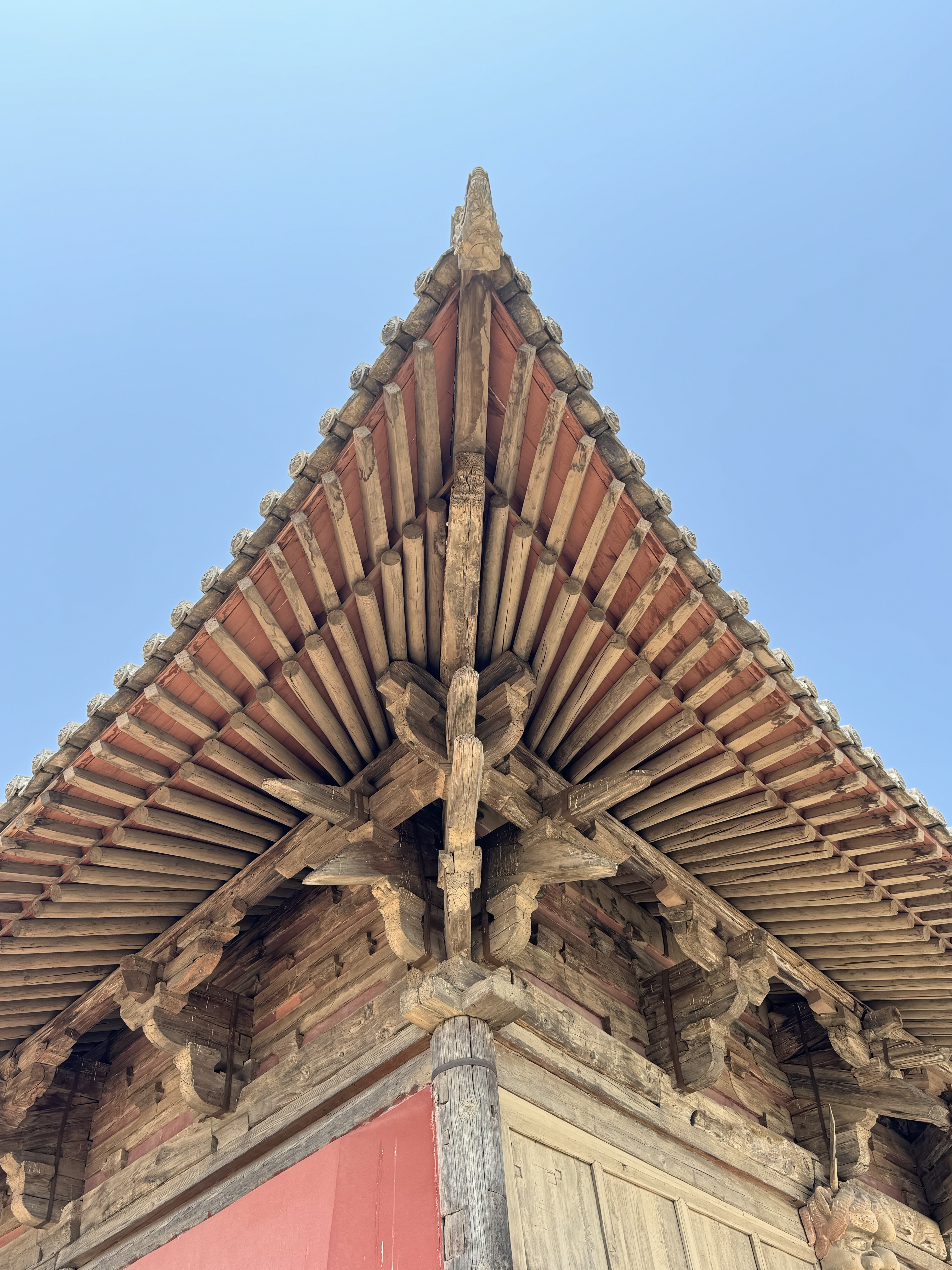
左侧转角铺作
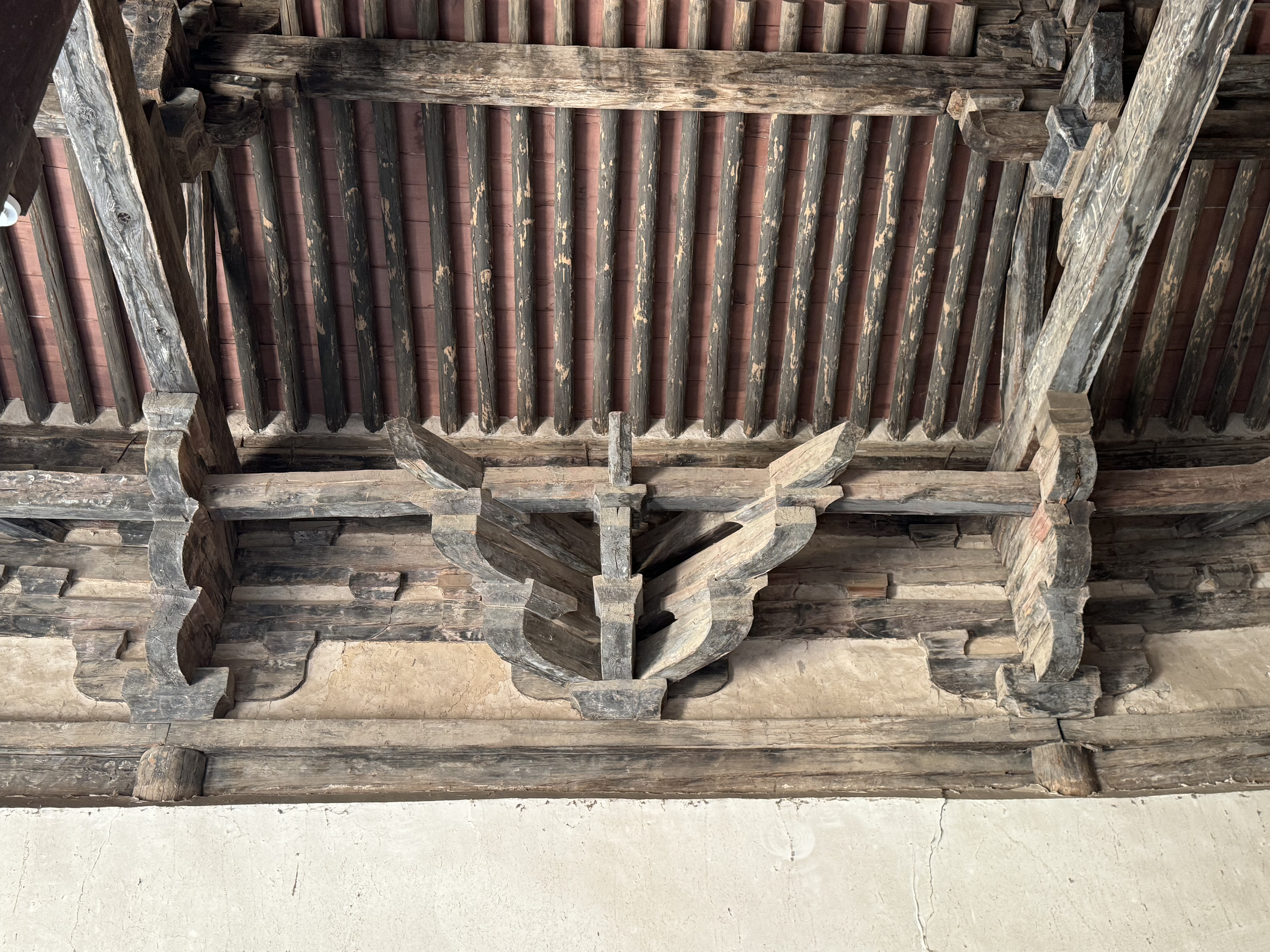
里转铺作
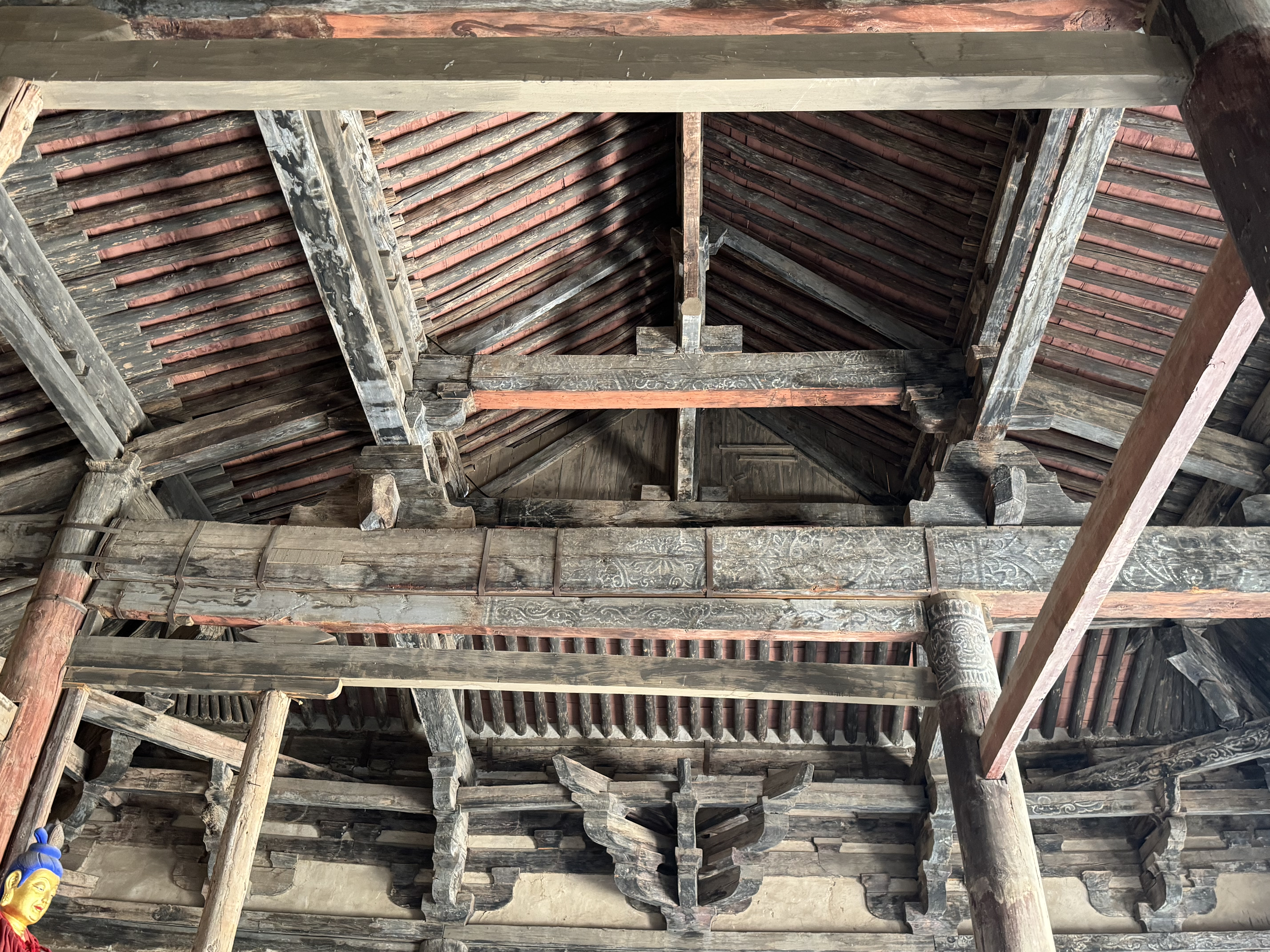
殿内梁架

## 经幢
第一进院过殿左侧前有一座现存2米的宋代“佛顶尊胜陀罗尼之幢”经幢，原高7米分为4层，上部2011年被盗。经幢上刻陀罗尼经，其由“右侍禁兵马监押知县事”建造于宋朝景祐二年（1035年）。

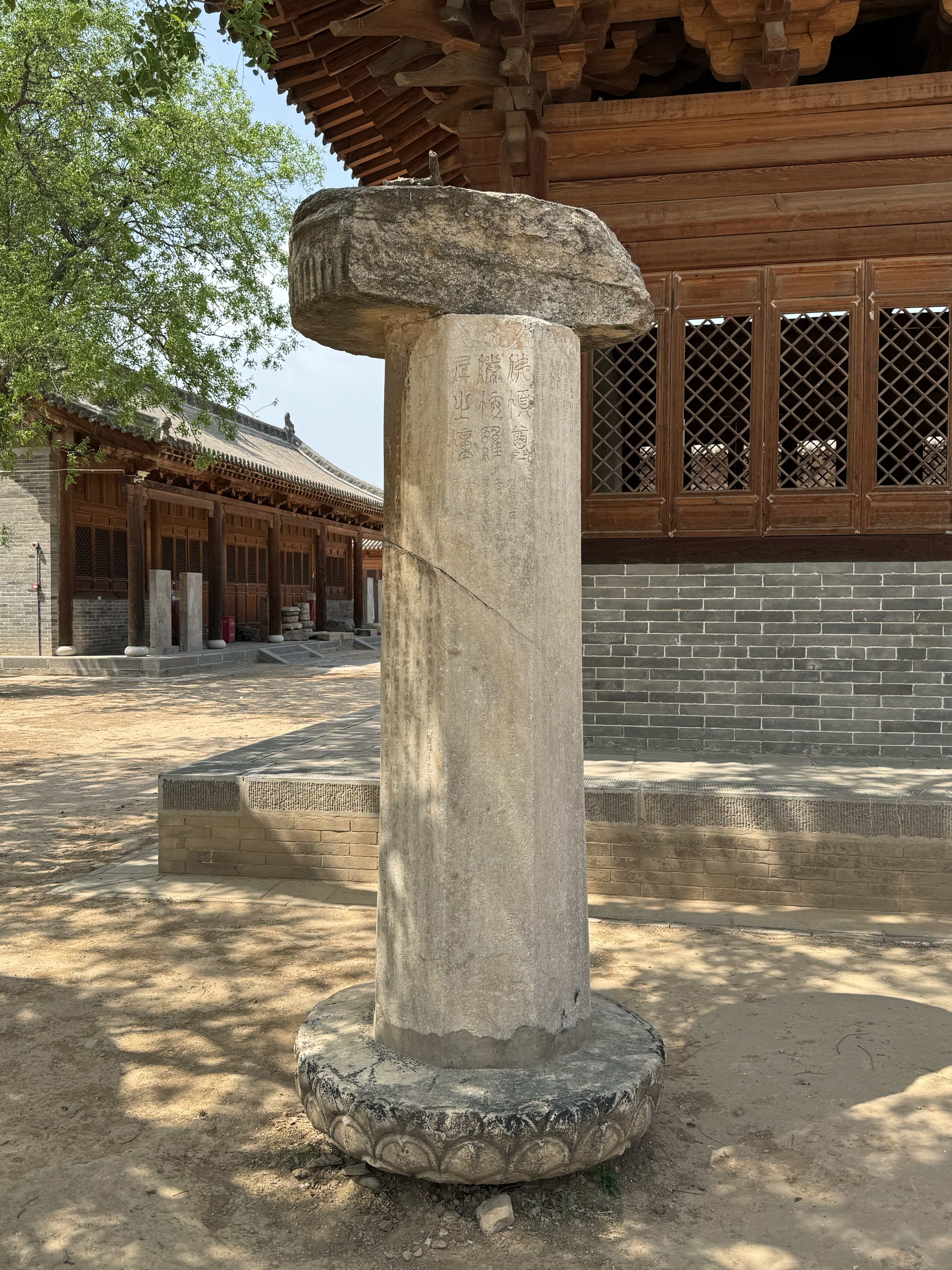
佛顶尊胜陀罗尼之幢

## 保护
2006年5月25日，延庆寺公布为第六批全国重点文物保护单位，编号6-381.
2012年9月25日，延庆寺开始保护性修复工程